# Paguropsis
Paguropsis is een geslacht van kreeftachtigen uit de klasse van de Malacostraca (hogere kreeftachtigen).

## Soort
- Paguropsis andersoni (Alcock, 1899)
- Paguropsis confusa Lemaitre, Rahayu & Komai, 2018
- Paguropsis gigas Lemaitre, Rahayu & Komai, 2018
- Paguropsis lacinia Lemaitre, Rahayu & Komai, 2018
- Paguropsis typica Henderson, 1888